# El temucano (1971 I)
El temucano è il primo album in studio del cantautore cileno Tito Fernández, pubblicato nel 1971.

## Descrizione
L'album d'esordio di Tito Fernández viene inciso in seguito all'incontro tra il cantautore e Ángel Parra, figlio di Violeta Parra, a Valdivia, allorché persuade Fernández a gettarsi a capofitto nella sua attività musicale e a trasferirsi a Santiago con tutta la famiglia, dove gli permette di registrare il disco per la sua etichetta Peña de los Parra, offrendosi al contempo nel ruolo di produttore. Grazie a brani come El ajuerino, Hace unos días fui a Santiago, El atrinque e Ayer conocí a un senador, l'album ottiene un insperato successo, portando Tito Fernández a venire soprannominato come il suo disco da parte del pubblico e il popolare programma radiofonico Chile ríe y canta a decretare Fernández quale rivelazione del 1971. L'album viene notato anche all'estero, portando Fernández a suonare in Venezuela nel 1972.

## Tracce
Testi e musiche di Tito Fernández.
1. Hace unos dias fui a Santiago
2. Tallando
3. Las copuchas
4. Las vegas gringas
5. El atrinque
6. El despistao
7. El colorao
8. En ingles
9. Ayer conoci a un senador
10. Canta mujer
11. El ajuerino

## Crediti
- Tito Fernández
- Ángel Parra - produzione